# 유엔 라틴아메리카 카리브 경제 위원회

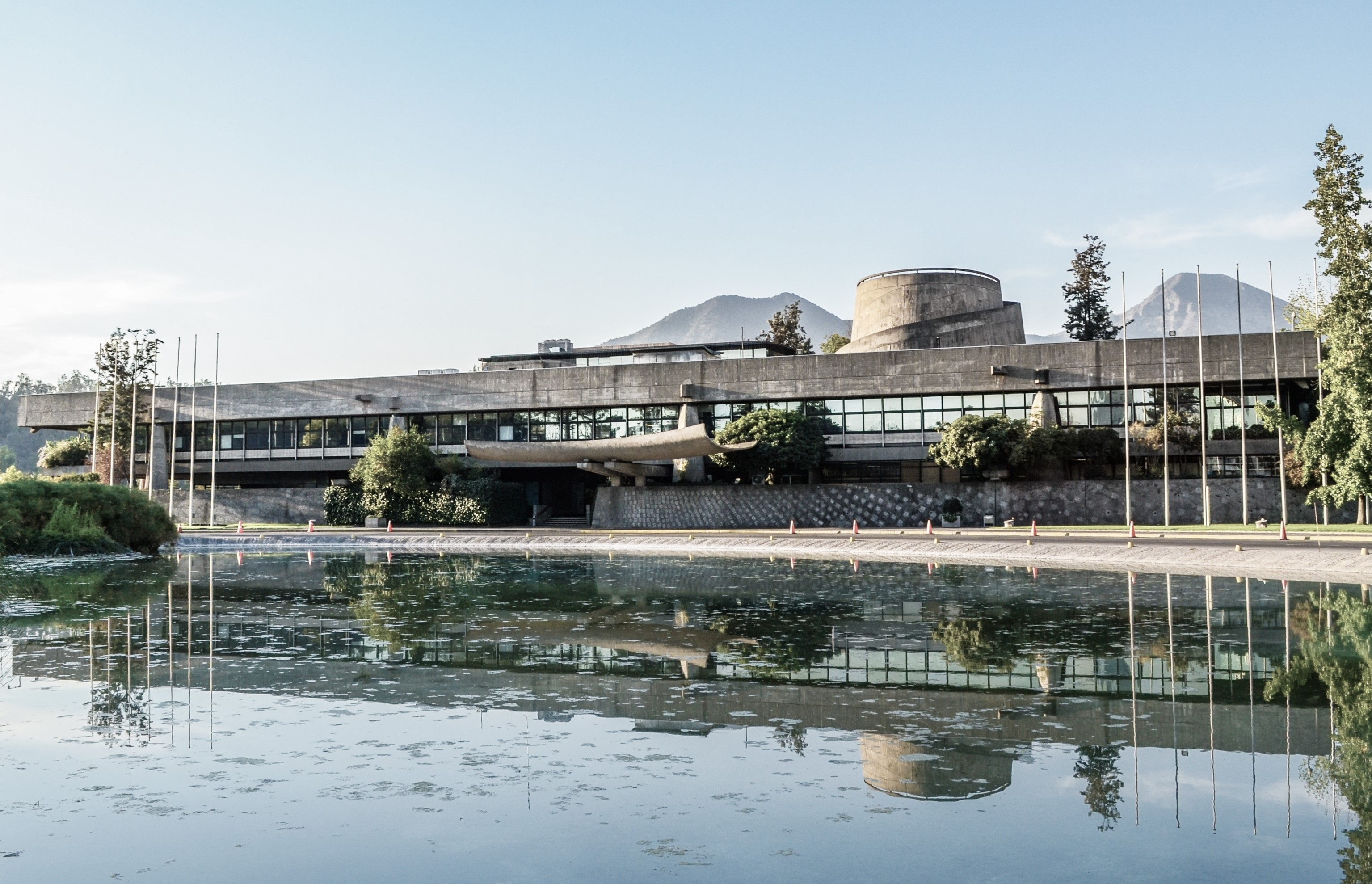

유엔 라틴 아메리카 카리브 경제 위원회(Economic Commission for Latin America and the Caribbean. ECLAC 또는 UNECLAC 스페인어, 또는 포르투갈어로 CEPAL)는 1948년 유엔 경제 사회 이사회(ECOSOC)의 결의로 라틴 아메리카 경제위원회(ECLA)가 창립되었고, 1984년에 카리브 지역이 들어와 ECLAC로 변경하였다. 본부는 칠레 산티아고에 위치하고 지역과 경제개발을 돕는 일을 한다. 회원국은 현재 45개국이다.

## 회원국
- 앤티가바부다, 아르헨티나, 바하마, 바베이도스, 벨리즈, 볼리비아, 브라질, 캐나다, 칠레, 콜롬비아, 코스타리카, 쿠바, 도미니카 연방, 도미니카 공화국, 에콰도르, 엘살바도르, 프랑스, 독일, 그라나다, 과테말라, 기아나, 아이티, 온두라스, 이탈리아, 일본( 2006년 6월 27일) 멕시코, 네덜란드, 니카라과, 파나마, 파라과이, 페루, 포르투갈, 세인트키츠네비스, 세인트루시아, 세인트빈센트그레나딘, 대한민국(2007년 5월 5일), 스페인, 수리남, 터키, 트리니다드토바고, 영국, 미국, 우루과이, 베네수엘라

## 준회원국
- 앵귈라 섬(영국령), 아루바(네덜란드령), 버진아일랜드(영국령), 몬트세랫, 네덜란드령 안틸레스, 푸에르토리코, 터크스 케이커스 제도

## 같이 보기
- 유엔 체계
- 카리브 국가 연합
- 라틴아메리카·카리브 국가 공동체